# Премия имени К. Э. Циолковского
Премия имени К. Э. Циолковского — премия, присуждаемая с 1999 года Российской академией наук. Присуждается Отделением проблем машиностроения, механики и процессов управления за выдающиеся работы в области межпланетных сообщений и использования космического пространства.

Премия названа в честь русского и советского учёного-самоучки и изобретателя, основоположника теоретической космонавтики К. Э. Циолковского.

## Лауреаты премии
- 1999 — Борис Викторович Раушенбах и Евгений Николаевич Токарь— за монографию «Управление ориентацией космических аппаратов»
- 2002 — Вадим Иванович Полежаев, Сергей Александрович Никитин и Виктор Васильевич Сазонов — за цикл работ «Математическое моделирование процессов тепломассопереноса, используемых в космическом материаловедении»
- 2005 — Василий Александрович Ярошевский — за цикл работ, включающий монографию «Движение неуправляемого тела в атмосфере» и 11 статей
- 2007 — Эфраим Лазаревич Аким и Николай Михайлович Иванов — за цикл работ по баллистико-навигационному обеспечению полётов автоматических межпланетных станций
- 2012 — Владислав Юльевич Рутковский, Виктор Миньонович Суханов и Виктор Михайлович Глумов — за серию работ «Теория управления сборкой больших космических конструкций на орбите с помощью свободнолетающих роботов»
- 2014 — Виктор Павлович Легостаев и Евгений Анатольевич Микрин — за цикл работ «Теоретические основы создания бортовых комплексов управления космических аппаратов различного назначения»
- 2017 — Владимир Яковлевич Нейланд — за работу по аэродинамике и аэродинамическому нагреванию ВКС «Буран»
- 2020 — Владимир Алексеевич Соловьёв, Сергей Васильевич Борзых и Владимир Николаевич Бакулин — за цикл научных работ по проблемам обеспечения безопасности полетов и динамике перспективных пилотируемых космических аппаратов и комплексов
- 2023 — академик РАН Лев Матвеевич Зелёный — за цикл работ, посвященный подготовке и реализации проектов ФКП 1995—2023 гг. в области фундаментальных космических исследований